# Accords de compensation de la maladie de Minamata de 1959
Les accords de compensation de la maladie de Minamata de 1959 ont été convenus entre la société polluante Chisso (en) et des groupes représentatifs de pêcheurs et de patients de la maladie de Minamata qui avaient été touchés par la pollution au mercure. Les accords et leur élaboration partagent un certain nombre de caractéristiques communes. Ils ont été formulés en dehors du système légal par des comités de médiation ad hoc spécialement créés à cet effet. Les membres des comités et les accords définitifs ont été pondérés en faveur de Chisso et tous comprenaient des clauses punitives prévoyant que les groupes ne pourraient faire aucune demandes futures de compensation contre la société.

## Source de la traduction
- (en) Cet article est partiellement ou en totalité issu de l’article de Wikipédia en anglais intitulé « Minamata disease compensation agreements of 1959 » (voir la liste des auteurs).